# Лал Бал Пал

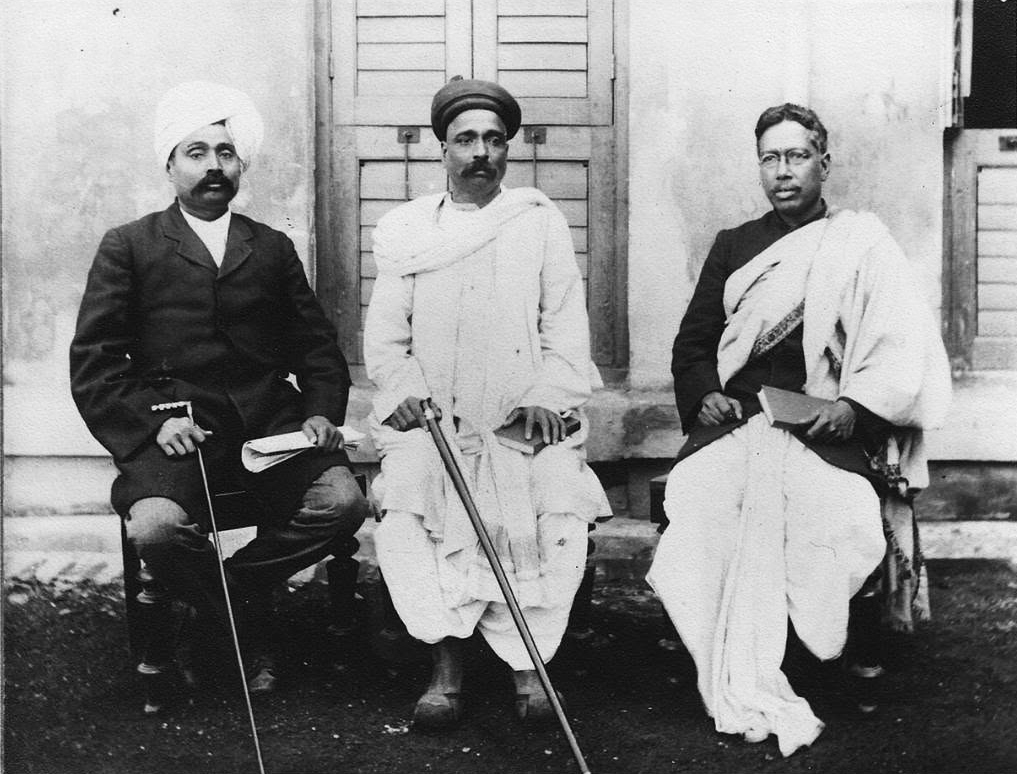
Тилак, Ладжпат Рай и Пал

Лал Бал Пал (хинди लाल बाल पाल) — радикальная группировка, отколовшаяся в начале XX века от Индийского национального конгресса.
В конце XIX века в Индийском национально-освободительном движении начали набирать силу радикальные идеи. Они прорвались на поверхность, когда в 1905 году вице-король Индии Джордж Кёрзон произвёл раздел Бенгалии. В ответ в Бенгалии началось движение «свадеши» — движение за бойкот английских товаров.
Не все в Индийском национальном конгрессе поддержали «свадеши». В 1906 году Конгрессу удалось избежать раскола, однако в 1907 в Сурате противоречия между «умеренными» и «крайними» («экстремистами») достигли предела. Суратский конгресс утонул в хаосе и был распущен.
Лидерами «крайних» были:
- Лала Ладжпат Рай — военный лидер Арья-самадж из Пенджаба,
- Бал Гангадхар Тилак — яростный радикал (маратхи по происхождению),
- Бипин Чандра Пал — радикальный бенгальский журналист.

По их именам и фамилиям группировку стали коротко называть «Лал Бал Пал».
«Крайним» удалось довести идеи «свадеши» до реформы образования, организации труда, программ взаимопомощи и культурных мероприятий. Однако, защищая бойкот и выступая за прекращения сотрудничества с англичанами (в том числе за неуплату налогов) «Лал Бал Пал» обратила на себя жестокие репрессии правительства. В 1907 году Пал и Ладжпат Рай были вынуждены покинуть страну, а в 1908 году Тилак, чьи подстрекательства привели к остановке промышленности Бомбея, был арестован и приговорён к 6 годам тюрьмы.